# Szénbányászat
A szénbányászat a föld alatt található kőszénnek, mint ásványnak a felszínre hozatala, bányászata. A kőszén volt az alapja annak a 18-19. századi gépesítésnek, mint üzemanyag, amit ipari forradalomnak nevezünk.

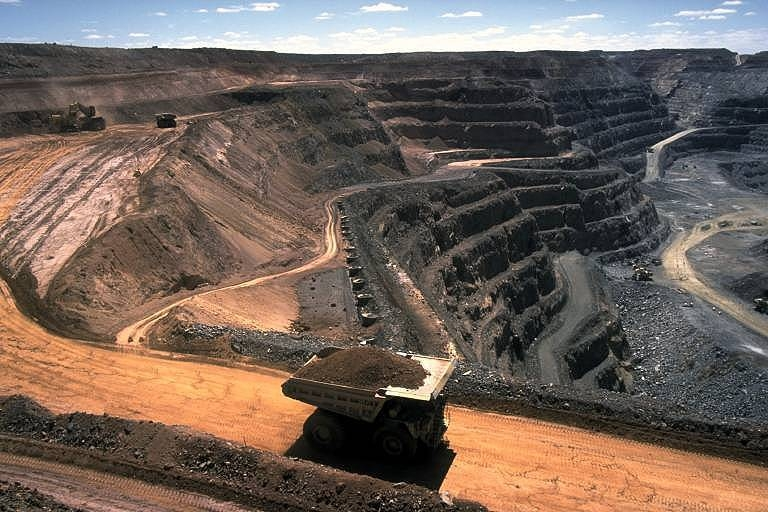
Szénbányászat - külszíni fejtés

## Az ásványi szén eredete
A szénbányászatot iparszerűen Angliában kezdték meg a 13. században, de a szenet és a tőzeget esetenként már korábban is használták. Kínában már 3000 évvel ezelőtt használtak és termeltek szénféleségeket. A Római Birodalom fémöntői és kovácsai is ismerték és használták a kőszenet, de az arab világ korai, jó minőségű acéljainak előállításához is kellett a szén.
A kőszén növényi eredetű, szilárd, éghető üledékes kőzet. Ahogy szénül, a tőzeg barnakőszénné (ennek kevésbé szénült változata a lignit), feketekőszénné, majd antracittá alakul; a grafit már a metamorfózis terméke. A kőszéntelepek olyan dús növényzetű üledékgyűjtő medencékben képződtek, ahol a szerves anyagot vastag üledéktakaró temette maga alá: a szénülés feltétele az így kialakuló nagy nyomás és hőmérséklet. Az első kőszéntelepek a növényvilág szárazföldi térhódítása után keletkeztek.
A legidősebb ismert előfordulás Karéliában a sungitnak nevezett algakőszén, aminek széntartalma 95% felett van. Ezt időben a Kuznyecki-medencei és Nagy-Medve-tó menti devon korú előfordulások követik. A karbonkori telepcsoportok az Egyesült Államokban, az Appalache-hegységben nagy területen, Angliában, Belgiumban, a Ruhr-vidéken, a Saar-vidéken, Sziléziában, a Donyec-medencében, ahol a nagy mélységben gazdag antracit telepek is vannak, a Moszkva-környéki-szénmedencében, az Urál-hegységben, Szibériában. Kazahsztánban, Indiában, Kínában, Ausztráliában, Dél-Afrikában, Japánban és Indonéziában jelentősek. Nagy részüket már nem művelik, mert túl mélyen vannak. A kitermelt mennyiség nagy részét a jól gépesíthető, termelékeny külszíni fejtésekben bányásszák, így például Ausztráliából Európa kikötőibe is szállítanak feketekőszenet.
A legtöbb barnakőszén az eocén és a miocén földtani korban keletkezett. Hatalmas, több tízezer négyzetkilométer területű előfordulások vannak az Egyesült Államok közép-nyugati területein. Közép-Németországban a Salde és Mulde közötti medence mintegy 2000 km²-es. Az alsó Rajnavidéki előfordulás Bonn és Köln között 45 kilométer hosszú és 4–5 kilométer széles; ezt jelenleg nem művelik. A volt NDK területén ma is bányásznak fiatalabb barnakőszeneket külszíni fejtésekben. Romániában a Zsil-völgyi előfordulás oligocén korú, de jó minőségű szurokkőszén, több százmillió tonna készlettel.

## Bányászati módok

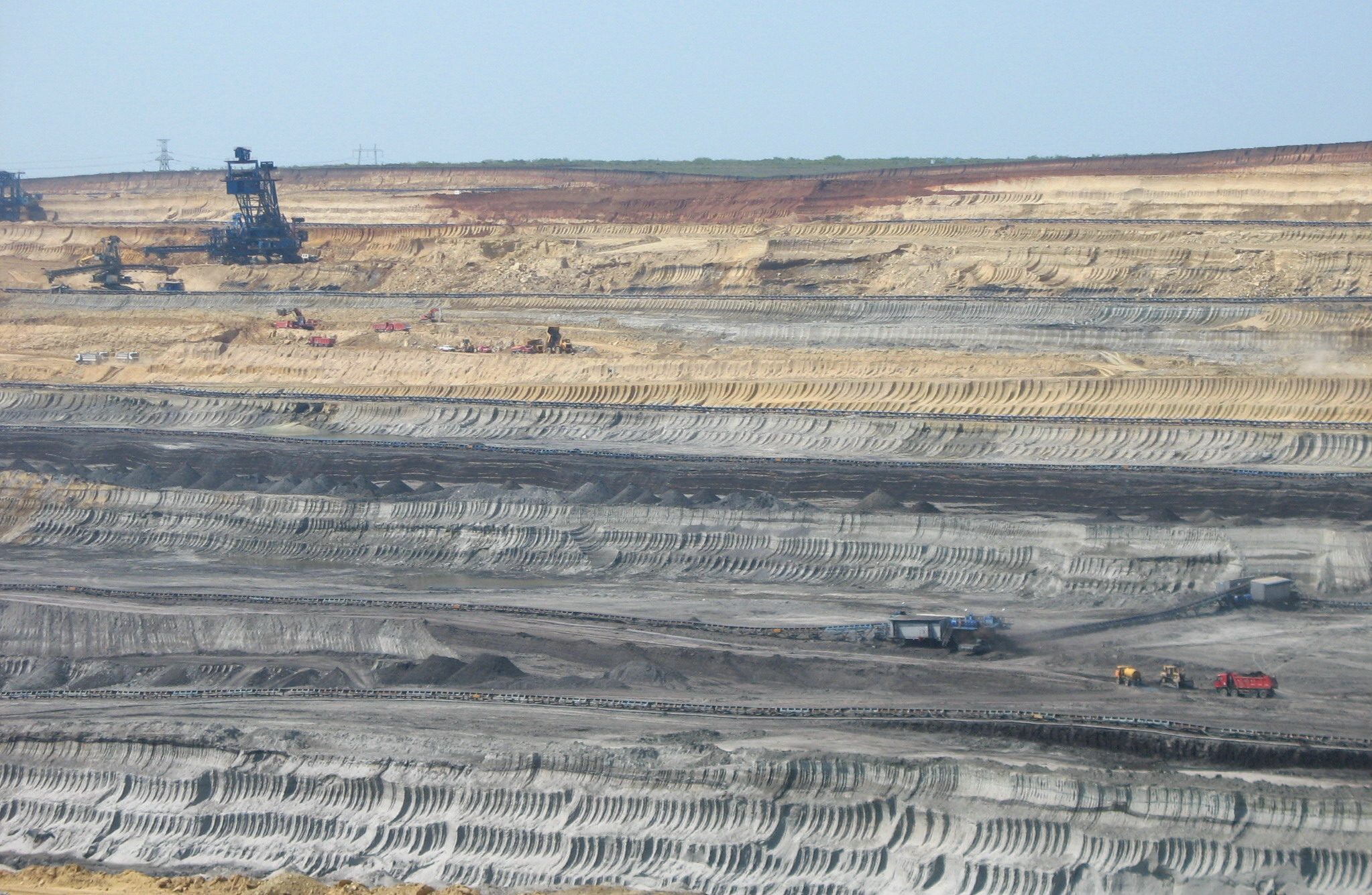
Külszíni lignitbánya Visontán

### Külszíni fejtés
Ha a szénrétegek közel vannak a földfelszínhez, akkor gazdaságosabb eltávolítani a takaró föld- és kőzetréteget és exkavátorokkal összeszedni a szenet.

### Mélyművelés
A szénrétegek többsége túl mélyen van ahhoz, hogy gazdaságos legyen a fedőrétegek eltávolítása, illetve ez sok környezeti problémával is járna. Ilyen esetben aknák és alagutak, vájatok vannak.

## Története
A szénbányászatot iparszerűen Angliában kezdték meg a 13. században, de a szenet és a tőzeget esetenként már korábban is használták. Kínában már 3000 évvel ezelőtt használtak és termeltek szénféleségeket. A Római Birodalom fémöntői és kovácsai is ismerték és használták a kőszenet, de az arab világ korai, jó minőségű acéljainak előállításához is kellett a szén.

## Szénbányászat Magyarországon
Magyarország első kőszénbányája a ma Sopronhoz tartozó Brennberg volt. 1753-ban fedezték fel itt a jó minőségű szenet, és 1759-ben nyílt meg az első bánya az akkor Fenyvesvölgyként ismert területen.

### Szénbányászat Nógrád megyében
A Nógrád megyei szénbányászat az 1840-es évek és 1990-es évek között működött. A Nógrádi szénbányák a megye Kelet-Nógrádi régiójában helyezkedtek el északnyugat-délkelet irányban. A főbb bányászati helyszínek Salgótarján és Bátonyterenye környéke.

### A Dorogi-medence szénbányászata

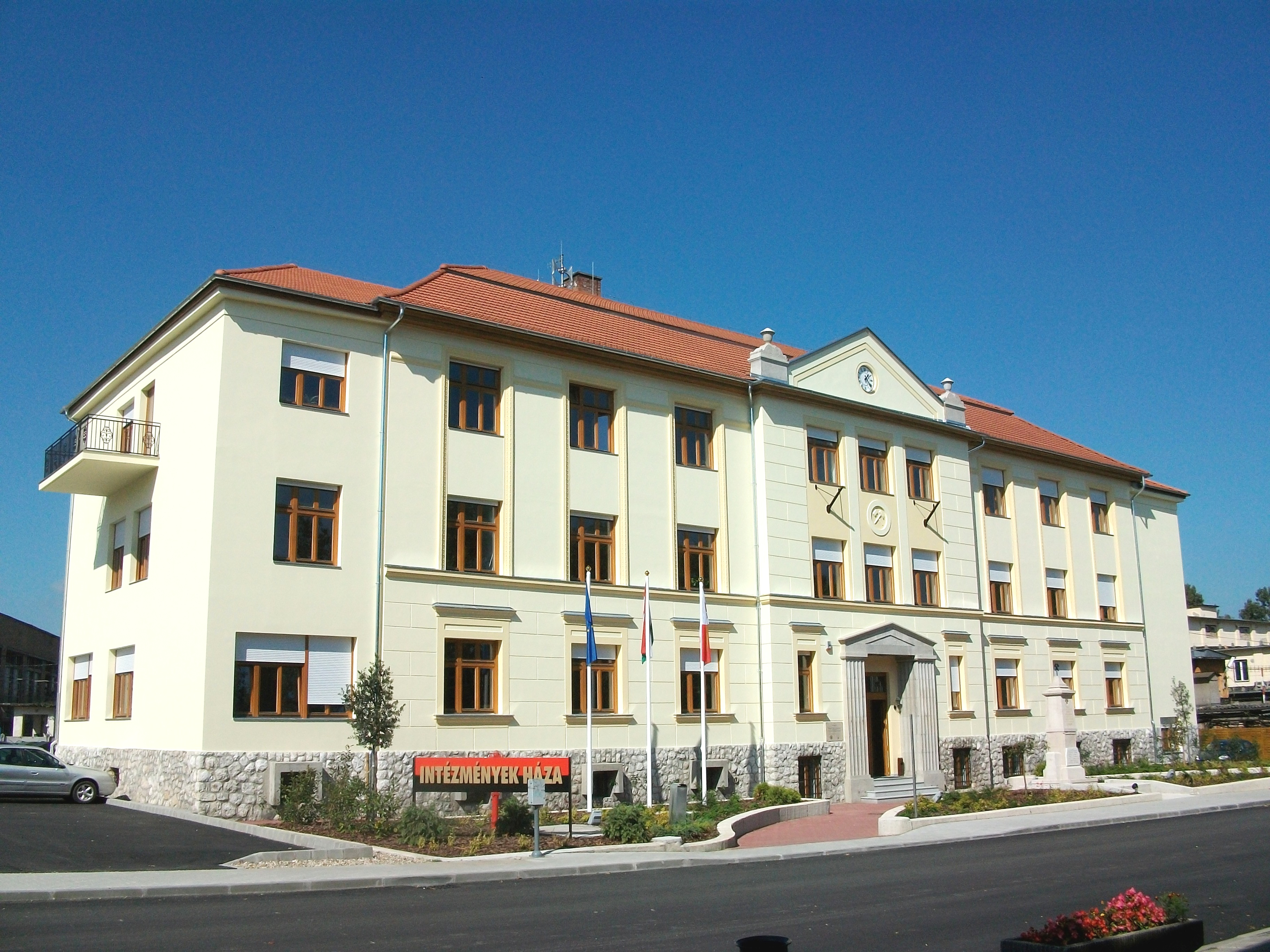
A bányavállalat volt székháza a dorogi vasútállomás mellett (a „Tröszt” vagy „Nagyiroda”), ma a városi Intézmények Háza

A Dorogi-medence szénbányászatának kezdete - az írott források szerint - 1781-ig nyúlik vissza, a kisüzemi bányászat évszázados ciklusát a századforduló közeledtével Budapest nagymértékű iparosodása és növekvő szénigénye szakította meg, 1896-ra kiépült a Dorog környéki bányákat a fővárossal összekötni hivatott helyiérdekű vasút, megindult a nagyipari bányászat, felépült a dorogi hőerőmű, a térség népessége rövid időn belül többszörösére növekedett. A széntermelés az 1964-ben érte el csúcspontját, 1965-től kezdve az energiaszektoron belüli szerkezetváltás és a könnyen kitermelhető széntelepek fogyása miatt elkerülhetetlenné vált a bányászat fokozatos visszafejlesztése. Az utolsó bányát 2003-ban zárták be.

### A Magyar Szénbányászati Tröszt
A Magyar Szénbányászati Trösztöt mint középirányító szervet 1974-ben alapították. Székhelye Tatabányán volt. 1981. január 1-jével megszűnt.
A tröszti vállalatok a következők voltak:
- a Borsodi Szénbányák,
- a Dorogi Szénbányák,
- a Középdunántúli Szénbányák,
- a Mátraaljai Szénbányák,
- a Mecseki Szénbányák,
- a Nógrádi Szénbányák,
- az Oroszlányi Szénbányák,
- a Tatabányai Szénbányák,
- a Várpalotai Szénbányák és
- a Bányászati Ellátó Vállalat.[2]

## Országonként

### Összesen
| No. | ország (és régió)       | 2018   | 2016   | 2015   | 2014   | 2013   |
| --- | ----------------------- | ------ | ------ | ------ | ------ | ------ |
| 1   | Kína                    | 3523.2 | 3411.0 | 3747.0 | 3874.0 | 3974.3 |
| 2   | India                   | 716.0  | 692.4  | 677.5  | 648.1  | 608.5  |
| 3   | Egyesült Államok        | 702.3  | 660.6  | 812.8  | 906.9  | 893.4  |
| —   | Európai Unió            | 490.1  | 484.7  | 528.1  | 491.5  | 557.9  |
| 4   | Ausztrália              | 481.3  | 492.8  | 484.5  | 503.2  | 472.8  |
| 5   | Indonézia               | 461.0  | 434.0  | 392.0  | 458.0  | 474.6  |
| 6   | Oroszország             | 411.2  | 385.4  | 373.3  | 357.6  | 355.2  |
| 7   | Dél-afrikai Köztársaság | 252.3  | 251.2  | 252.1  | 260.5  | 256.3  |
| 8   | Németország             | 175.1  | 176.1  | 183.3  | 185.8  | 190.6  |
| 9   | Lengyelország           | 127.1  | 131.1  | 135.5  | 137.1  | 142.9  |
| 10  | Kazahsztán              | 111.1  | 102.4  | 106.5  | 108.7  | 119.6  |
| 11  | Törökország             | 99.8   | 70.6   | 58.4   | 65.2   | 60.4   |
| 12  | Kolumbia                | 89.4   | 90.5   | 85.5   | 88.6   | 85.5   |
| 13  | Kanada                  | 59.5   | 60.3   | 60.7   | 68.8   | 68.4   |
| 14  | Mongólia                | 49.5   | 38.1   | 24.5   | 25.3   | 30.1   |
| 15  | Csehország              | 44.9   | 46.0   | 46.2   | 46.9   | 49.0   |
| 16  | Szerbia                 | 40.0   | 38.4   | 38.1   | 29.8   | 40.3   |
| -   | Észak-Korea             |        |        | 38.8   | 34.0   | 33.0   |
| 17  | Vietnam                 | 38.1   | 39.4   | 41.5   | 41.2   | 41.1   |
| 18  | Görögország             | 37.8   | 33.1   | 47.7   | 49.3   | 53.9   |
| 19  | Bulgária                | 34.5   | 31.5   | 35.9   | 31.3   | 28.6   |
| 20  | Ukrajna                 | 34.2   | 41.8   | 38.5   | 60.9   | 84.8   |
| 21  | Románia                 | 25.7   | 23.2   | 25.5   | 23.6   | 24.7   |
| 22  | Thaiföld                | 16.3   | 17.0   | 15.2   | 18.0   | 18.1   |
| 23  | Mexikó                  | 10.4   | 11.4   | 14.4   | 13.8   | 14.6   |
| -   | Koszovó                 |        |        | 9.1    | 7.9    | 9.1    |
| 24  | Magyarország            | 8.0    | 9.3    | 9.6    |        | 9.6    |
| 25  | Brazília                | 7.0    | 8.1    | 8.0    | 7.9    | 8.6    |

### Lignit
Lignit kitermelés 1970 és 2015 közöttː
| ország vagy terület | 1970     | 1980     | 1990     | 2000  | 2010  | 2011  | 2012  | 2013 | 2014  | 2015  |
| --- | -------- | -------- | -------- | ----- | ----- | ----- | ----- | ---- | ----- | ----- |
| NDK (Kelet-Németország) | 261      | 258.1    | 280      | --    | --    | --    | --    | --   | --    | --    |
| Németország | 108      | 129.9    | 107.6    | 167.7 | 169   | 176.5 | 185.4 | 183  | 178.2 | 178.1 |
| Kína | –        | 24.3     | 45.5     | 47.7  | 125.3 | 136.3 | 145   | 147  | 145   | 140   |
| Oroszország | 145      | 141      | 137.3    | 87.8  | 76.1  | 76.4  | 77.9  | 73   | 70    | 73.2  |
| Kazahsztán | [ * 8 ]  | [ * 9 ]  | [ * 10 ] | 2.6   | 7.3   | 8.4   | 5.5   | 6.5  | 6.6   | –     |
| Üzbegisztán | [ * 11 ] | [ * 12 ] | [ * 13 ] | 2.5   | 3.4   | 3.8   | 3.8   | –    | –     | –     |
| Egyesült Államok | 5        | 42.8     | 79.9     | 77.6  | 71.0  | 73.6  | 71.6  | 70.1 | 72.1  | 64.7  |
| Lengyelország | –        | 36.9     | 67.6     | 59.5  | 56.5  | 62.8  | 64.3  | 66   | 63.9  | 63.1  |
| Törökország | –        | 14.5     | 44.4     | 60.9  | 70.0  | 72.5  | 68.1  | 57.5 | 62.6  | 50.4  |
| Ausztrália | –        | 32.9     | 46       | 67.3  | 68.8  | 66.7  | 69.1  | 59.9 | 58.0  | 63.0  |
| Görögország | –        | 23.2     | 51.9     | 63.9  | 56.5  | 58.7  | 61.8  | 54   | 48    | 46    |
| India | –        | 5        | 14.1     | 24.2  | 37.7  | 42.3  | 43.5  | 45   | 47.2  | 43.9  |
| Indonézia | –        | –        | –        | –     | 40.0  | 51.3  | 60.0  | 65.0 | 60.0  | 60.0  |
| Csehszlovákia | 82       | 87       | 71       | --    | --    | --    | --    | --   | --    | --    |
| Csehország | --       | --       | --       | 50.1  | 43.8  | 46.6  | 43.5  | 40   | 38.3  | 38.3  |
| Szlovákia | --       | --       | --       | 3.7   | 2.4   | 2.4   | 2.3   | –    | –     | –     |
| Jugoszlávia | –        | 33.7     | 64.1     | --    | --    | --    | --    | --   | --    | --    |
| Szerbia | [ * 14 ] | [ * 15 ] | [ * 16 ] | 35.5  | 37.8  | 40.6  | 38    | 40.1 | 29.7  | 37.3  |
| Koszovó | [ * 17 ] | [ * 18 ] | [ * 19 ] |       | 8.7   | 9     | 8.7   | 8.2  | 7.2   | 8.2   |
| Macedónia | [ * 20 ] | [ * 21 ] | [ * 22 ] | 7.5   | 6.7   | 8.2   | 7.5   | –    | –     | –     |
| Bosznia-Hercegovina | [ * 23 ] | [ * 24 ] | [ * 25 ] | 3.4   | 11    | 7.1   | 7     | 6.2  | 6.2   | 6.5   |
| Szlovénia | [ * 26 ] | [ * 27 ] | [ * 28 ] | 3.7   | 4     | 4.1   | 4     | –    | –     | –     |
| Montenegró | [ * 29 ] | [ * 30 ] | [ * 31 ] |       | 1.9   | 2     | 2     | –    | –     | –     |
| Románia | –        | 26.5     | 33.7     | 29    | 31.1  | 35.5  | 34.1  | 24.7 | 23.6  | 25.2  |
| Bulgária | –        | 30       | 31.5     | 26.3  | 29.4  | 37.1  | 32.5  | 26.5 | 31.3  | 35.9  |
| Albánia | –        | 1.4      | 2.1      | 30    | 14    | 9     | 20    | –    | –     | –     |
| Thaiföld | –        | 1.5      | 12.4     | 17.8  | 18.3  | 21.3  | 18.3  | 18.1 | 18    | 15.2  |
| Mongólia | –        | 4.4      | 6.6      | 5.1   | 8.5   | 8.3   | 9.9   | –    | –     | –     |
| Kanada | –        | 6        | 9.4      | 11.2  | 10.3  | 9.7   | 9.5   | 9.0  | 8.5   | 10.5  |
| Magyarország | –        | 22.6     | 17.3     | 14    | 9.1   | 9.6   | 9.3   | 9.6  | 9.6   | 9.3   |
| Észak-Korea | –        | 10       | 10.6     | 7.2   | 6.7   | 6.8   | 6.8   | 7    | 7     | 7     |
| Forrás: World Coal Association · U.S. Energy Information Administration · BGR bund.de Energiestudie 2016 · 1970 data from World Coal (1987) |          |          |          |       |       |       |       |      |       |       |